# 天主教羅克薩恩斯培尼亞總統城教區
天主教羅克薩恩斯培尼亞總統城的聖羅格教區（拉丁語：Dioecesis Sancti Rochi）是阿根廷一個羅馬天主教教區，屬雷西斯滕西亞總教區。
教區成立於1963年8月12日，位於查科省西部。2004年有教友410,000人（佔轄區總人口85.4%）、廿三個堂區、四十名司鐸。現任教區主教為烏戈·科尼古拉·巴巴羅。